# Leieschara
Leieschara is een geslacht van mosdiertjes uit de familie van de Myriaporidae. De wetenschappelijke naam van het geslacht werd voor het eerst geldig gepubliceerd in 1863 door Michael Sars.

## Soorten
De volgende soorten zijn bij het geslacht ingedeeld:
- Leieschara coarctata M.Sars, 1863
- Leieschara subgracilis (d'Orbigny, 1853)

Niet geaccepteerde soorten:
- Leieschara orientalis (Kluge, 1929) → Myriapora orientalis (Kluge, 1929)